# Zdeněk Svoboda
Zdeněk Svoboda (Brno, 20 maggio 1972) è un ex calciatore ceco e fino al 1993 cecoslovacco, di ruolo centrocampista.

## Carriera

### Club
Cresciuto nel Brno, squadra con cui ha esordito a livello professionistico e in cui tornò dopo un anno al Dukla Praga, legò la sua carriera soprattutto allo Sparta Praga, squadra in cui disputò 9 stagioni.
Nel 2002, ormai trentenne, iniziò esperienze al di fuori della Repubblica Ceca, prima con tre stagioni in Belgio al Westerlo, per poi chiudere la carriera con una stagione al BV Cloppenburg in Germania ed una a Malta nelle file del Sliema Wanderers, con cui concluse l'attività agonistica nella stagione 2001-2002.
Nonostante sia stato un calciatore poco conosciuto a livello internazionale, ha vinto molto con l'Athletic Club Sparta Praha.
Si ritira nel 2007 a 35 anni.

### Nazionale
A livello di Nazionale, Svoboda non ottenne grandi risultati, collezionando 9 presenze tra il 1996 ed il 1997, per un totale di 642 minuti giocati e nessuna rete.

## Palmarès

### Club

#### Competizioni nazionali
- Campionato ceco: 7

Sparta Praga: 1993-1994, 1994-1995, 1996-1997, 1997-1998, 1998-1999, 1999-2000, 2000-2001
- Coppa della Repubblica Ceca: 1

Sparta Praga: 1995-1996